# 인도의 황금기
인도의 황금기(Golden Age of India)는 인도의 황금기로, 인도사에서 인도 아대륙의 개발이 번창했던 특정 시대들을 지칭한다.
보통 북인도의 황금기로 굽타 제국을, 남인도의 황금기로는 촐라 제국을 꼽는다.

## 고대 인도

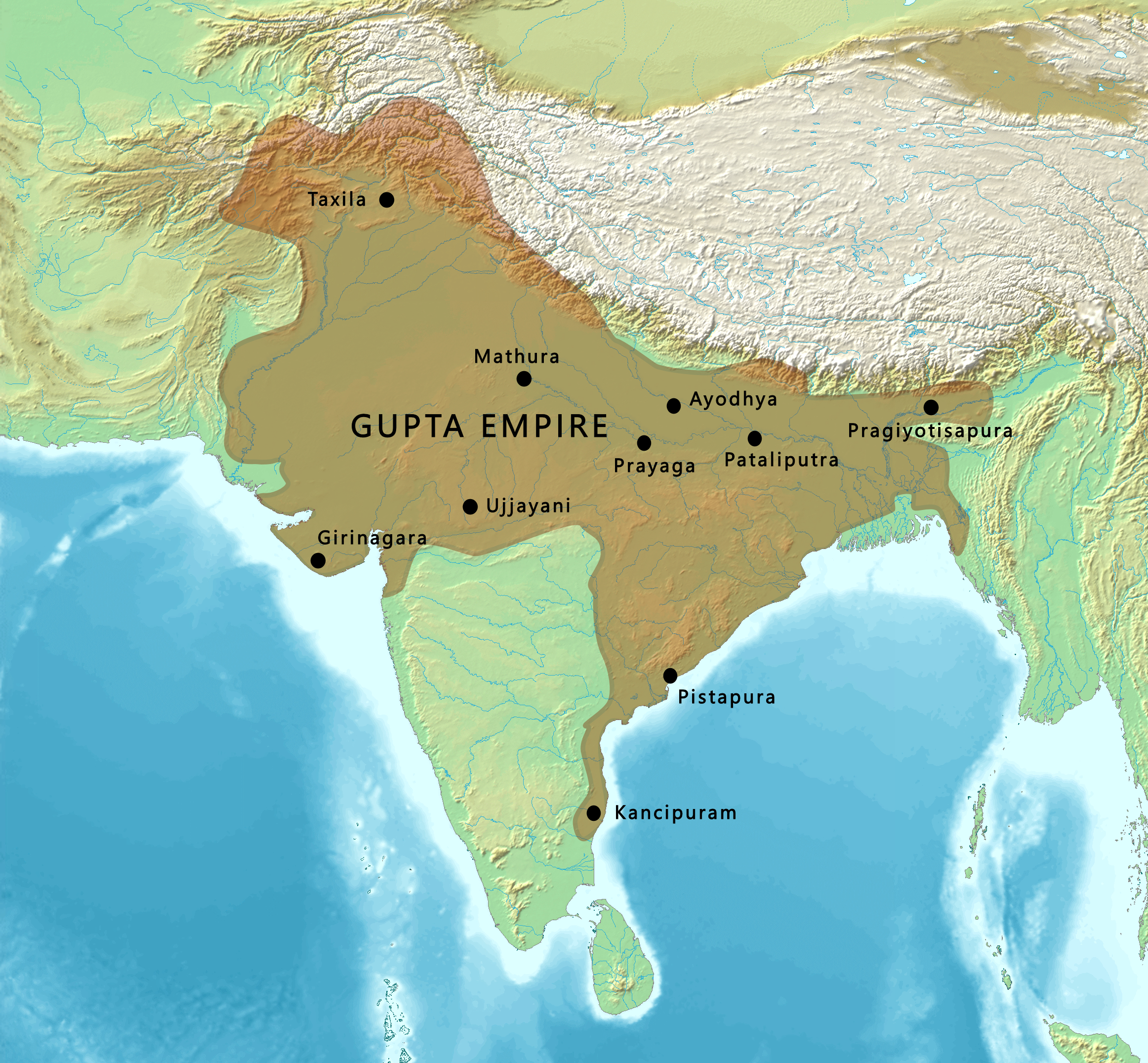
찬드라굽타 2세(재위 375-415) 치세의 굽타 제국.

### 굽타 제국
4세기부터 6세기 동안의 굽타 시대는 수학, 천문학, 과학, 종교 및 철학 분야에서 상당한 성과를 거두었기 때문에 인도의 황금기로 알려져 있다. 이 시대 동안 인도에서 0개념을 포함한 십진법 체계가 발명되었다. 굽타의 지도력 아래 조성된 평화와 번영은 인도에서 과학 및 예술 활동을 추구할 수 있게 했다. 6세기에 후나족이 굽타 제국을 침공하면서 인도의 황금기는 막을 내렸다. 고대 인도의 GDP는 서기 1년과 1000년에 각각 세계 GDP의 32%와 28%을 차지한 것으로 추정되며, 또한 서기 1000년 동안 인도의 인구는 전 세계 인구의 약 30.3%와 27.15%를 차지했다.

## 중세 인도

라젠드라 1세 치세의 촐라 제국(서기 1030년경)

### 촐라 제국
10세기와 11세기 동안 촐라 제국 치하의 남인도는 인도의 또 다른 황금기로 간주된다. 당시 촐라는 건축, 타밀 문학, 조각 및 청동 작품, 해상 정복 및 무역 분야에서 광범위한 성과를 거두었다. 이 시대 동안 촐라의 영향력은 베트남까지 미쳤으며, 주요 동남아시아 국가는 촐라의 영향으로 힌두교를 실천했다. 촐라의 GDP는 당시 세계 최대 GDP를 차지했다.